# الثجرة (الضليعة)

تعديل مصدري - تعديل

الثجرة هي إحدى قرى عزلة الضليعة بمديرية الضليعة التابعة لمحافظة حضرموت، بلغ تعداد سكانها 303 نسمة حسب تعداد اليمن لعام 2004.